# 1680 a tudományban
Az 1680. év a tudományban és a technikában.

## Megjelenés
- Megjelenik (a halála utáni évben) Giovanni Alfonso Borelli itáliai matematikus, anatómus De motu animalum (Az állatok mozgásáról) című könyvének első kötete (a második kötet a következő évben).[1]

## Halálozások
- február 17. – Jan Swammerdam holland biológus, természettudós (* 1637).
- október 1. – Pierre-Paul Riquet francia vállalkozó, mérnök, a dél-franciaországi Canal du Midi tervezője és építtetője (* 1609).
- október 30. – Athanasius Kircher német jezsuita tudós, grafológus, orientalista (* 1502).